# 假护照

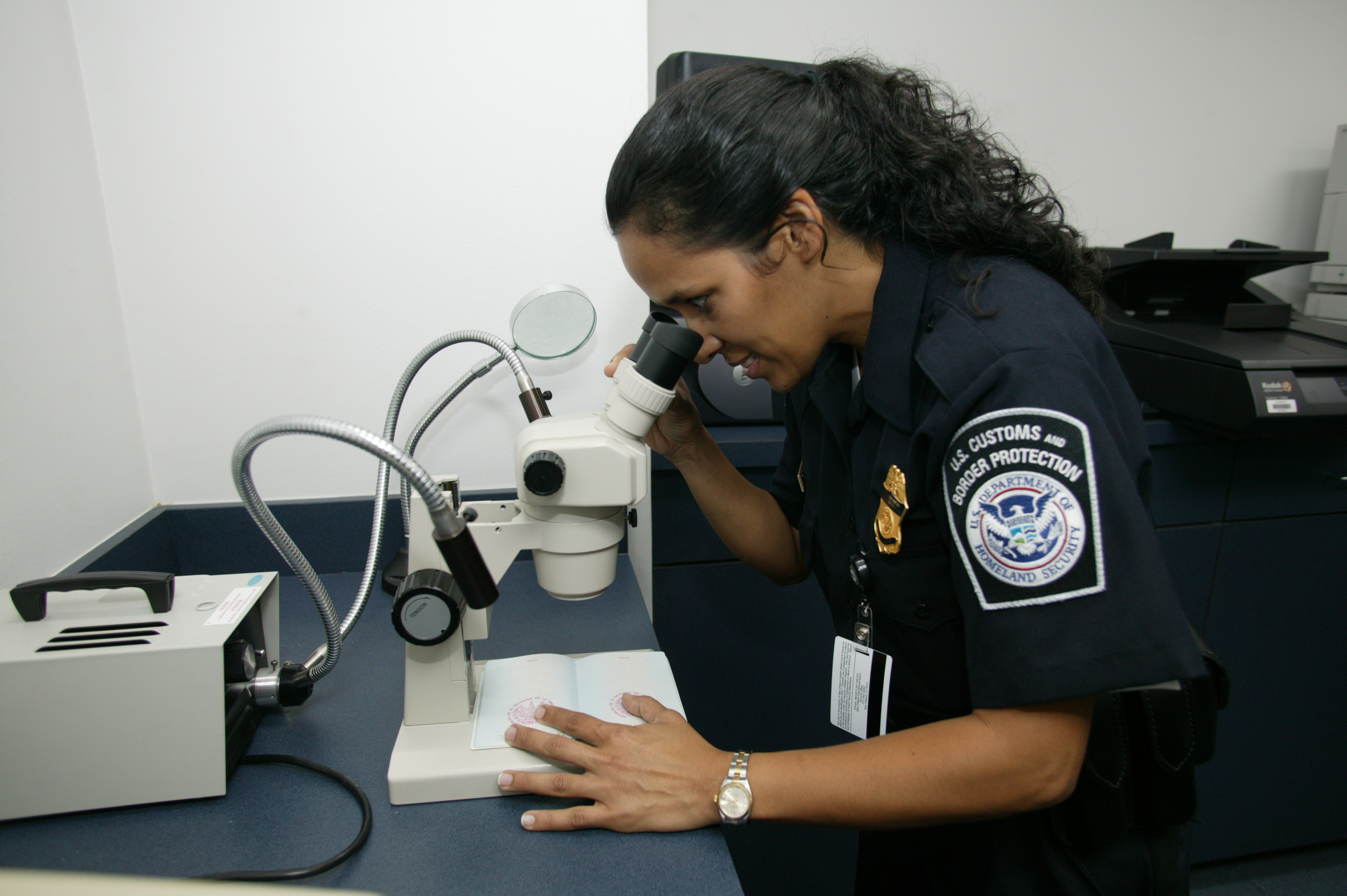
美国边检人员用显微镜检查一本疑似造假的护照

假护照是指由无权发放或修改护照的机构以欺骗为目的而签发、复制和修改护照或者其他旅行证件。这导致边防检查机构无法确认持照人的身份，因此，假护照可用于流亡、身份盗用、年龄欺骗、非法移民和有组织的犯罪。
相比之下，模拟护照是一种对应的国家名称并不存在的护照，这种护照使得持有者可以借由它来隐瞒自己的国籍。

## 使用案例
- 2005年6月，美国演员韦斯利·斯奈普斯因为涉嫌试图用假南非护照通过机场而被关押在南非约翰内斯堡国际机场。但斯奈普斯被允许回家，因为他有一个有效的美国护照。[1]
- 2001年5月金正男（朝鲜前领导人金正日的长子）在抵达新东京国际机场（现在的成田国际机场）时被捕，他旅行使用别名为庞雄的一本伪造的多明尼加共和国护照 。[2]